# 三国山脉
三国山脉（日语：／ Mikuni sanmyaku */?），是位于日本群马县和新潟县交界的山脉。谷川岳位处山脉中心位置，三国山脉境内大部分地区属于上信越高原国立公园。
屬於廣義上的越後山脈，另外也與利根川及魚野川源頭的上越山地重疊。

## 山脉特征
三国山脉属于人迹罕至地区，幾乎沒有人工林，保留了自然景貌。作為中央分水嶺，来自太平洋和日本海水汽汇聚于此，因此每年日照时间都非常短。此外，由于夏季降雨和冬季降雪较多的缘故，山脉多处侵蚀严重而形成较深溪谷。
除谷川岳以外，山脉内绝大部分山上的山小屋均为避难小屋，僅平標山之家、谷川岳肩之小屋、蓬Hutte是有人山小屋。由于交通不便，登山者较少，也缺乏登山道整備。

## 山列表

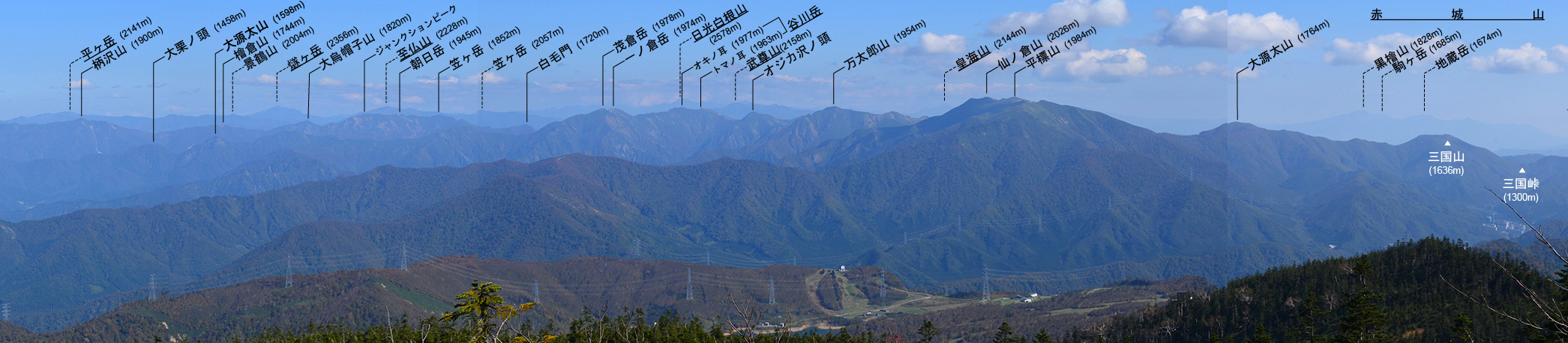
从苗场山拍摄的谷川连峰全景（2016年10月15日）

※从西向东：
- 白砂山（日语：白砂山）
- 三國峠（日语：三国峠 (群馬県・新潟県)）
- 三國山（日语：三国山 (群馬県)）
- 平標山（日语：平標山）
- 仙之倉山（日语：仙ノ倉山）
- 万太郎山（日语：万太郎山）
- 谷川岳
- 一之倉岳
- 茂倉岳（日语：茂倉岳）
- 武能岳（日语：武能岳）
- 蓬峠（日语：蓬峠）
- 七小屋山
- 清水峠（日语：清水峠）
- 朝日岳（日语：朝日岳 (群馬県)）
- 卷機山（日语：巻機山）
- 丹後山（日语：丹後山）
- 大水上山（日语：大水上山）
- 平岳（日语：平岳 (群馬県・新潟県)）

## 交通

### 电车
- 群马县：上越线：後闲站、水上站或土合站；上越新干线：上毛高原站
- 新潟县：上越线：土樽站、越后汤泽站；上越新干线：越后汤泽站、浦佐站

### 汽車
- 群馬縣：關越自動車道月夜野交流道、水上交流道（日语：水上インターチェンジ）。
- 新潟縣：關越自動車道湯澤交流道、鹽澤石打交流道、小出交流道等。